# Steeven Langil
Steeven Langil (Fort-de-France, 4 marzo 1988) è un calciatore francese, centrocampista del Khon Kaen Utd.

## Carriera

### Club
Ha giocato nella massima serie del campionato francese con Auxerre, Valenciennes e Guingamp. Successivamente ha militato in Belgio nel Mouscron Peruwelz e nel Waasland-Beveren, in Polonia nel Legia Varsavia, nei Paesi Bassi nel NEC Nijmegen e in Thailandia

### Nazionale
Ha esordito con la Nazionale martinicana il 23 marzo 2016 nella partita, valida per le qualificazioni alla Gold Cup 2017, vinta per 3-0 contro le Isole Vergini Britanniche siglando anche un gol.

## Palmarès

### Club

#### Competizioni nazionali
- Ligue 2: 1

Caen: 2009-2010
- Coppa di Francia: 1

Guingamp: 2013-2014
- Campionato polacco: 1

Legia Varsavia: 2016-2017